# Ferry Pohl
Ferdinand („Ferry“) Pohl (* 24. August 1911 in Jaroslau; † nach 1941) war ein nationalsozialistischer Funktionär. Von 1938 bis 1941 war er Leiter des Reichspropagandaamts und Leiter der Reichskulturkammer im Gau Oberdonau in Linz.

## Leben
Pohl war promoviert und trat zum 18. Juli 1929 der NSDAP bei (Mitgliedsnummer 115.584). Nach dem „Anschluss“ Österreichs und der Bildung des Reichspropagandaamts in Linz übernahm er im Alter von 27 Jahren dessen Leitung, gleichzeitig war er NSDAP-Gaupropagandaleiter und als Landeskulturwalter Leiter des Reichskulturkammer im Gau Oberdonau. Ferner war er Mitglied in dem vom NSDAP-Gauleiter August Eigruber entsandten Beirat des Vereins für Landeskunde und Heimatpflege im Gau Oberdonau unter Leitung von Rudolf Lenk. 
Während seiner Amtszeit bemühte sich Pohl u. a. beim Reichspropagandaminister Joseph Goebbels 1939 um ein Stadttheater in Braunau am Inn. Aufgrund von Auseinandersetzungen mit dem Gauleiter, der mit Pohls Amtsführung unzufrieden war und Anton Fellner bevorzugte und diesen als Kulturbeauftragten einsetzte, legte Pohl 1941 seine Funktionen als Gau- und Reichspropagandaleiter nieder. Rudolf Irkowsky, Bruno Katzlberger und zuletzt Ferry Hietler waren seine Nachfolger.